# История почты и почтовых марок Британской Восточной Африки
Это обзор почтовых марок и истории почты Британской Восточной Африки.
Британия имела интересы в этом регионе ещё в 1824 году. Известно, что миссионеры обосновались здесь в 1844 году. В 1887 году Императорская британская восточноафриканская компания получила концессию на управление этой территорией от султана Баргаша из султаната Занзибар. В 1891 году компания начала испытывать финансовые трудности. Ситуация усложнилась в 1892 году, когда Великобритания объявила Занзибарский султанат частью зоны свободной торговли Конго и тем самым лишила компанию ввозных пошлин. 1 июля 1895 года британское правительство взяло на себя управление этой территорией, когда компании грозило банкротство.

## Домарочный период
Первые миссионеры в Британской Восточной Африке посылали письма курьером экспедитору на Занзибаре. Письма известны ещё с 1848 года. С 1875 года почтовые отправления стали пересылаться через индийское почтовое отделение, открытое на Занзибаре.

## Администрация Имперской британской восточноафриканской компании

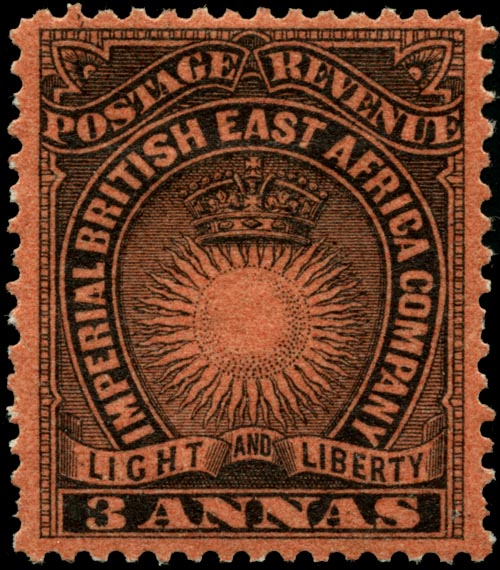
Почтовая марка «Солнце и Корона», 1890 г.

«Имперская британская восточноафриканская компания» была первой компанией, получившей королевский патент, дозволяющий организовать почтовую службу для пересылки как местных, так и международных почтовых отправлений с использованием названия компании на марках. Эта компания также стала первой, создавшей серию марок с надпечатками нового тарифа с разрешительными инициалами. Оба этих начинания привели к принятию этой практики на других территориях, например, Бритиш Саут Африка Компани и Мозамбикской компанией в 1892 году, а также к появлению машинописных марок Уганды с надпечатками нового тарифа в 1895 году.
«Имперская британская восточноафриканская компания» открыла почтовые отделения в Момбасе и Ламу в мае 1890 года. Первые марки, выпущенные 23 мая 1890 года, представляли собой надпечатки нового тарифа на британских почтовых марках номиналом ½, 1 и 4 анны и текста англ. «British East Africa Company» («Британская восточноафриканская компания»).
Во время острой нехватки почтовых марок в августе и сентябре 1890 года использовались почтовые марки Индии, которые известные с гашением почтовыми штемпелями «Mombasa» (Момбаса) или «Lamu» (Ламу). Утверждается, что агент филателистического дилера Уитфилд Кинг скупил все запасы марок в почтовых отделениях.
14 октября 1890 года Британская восточноафриканская компания выпустила почтовые марки с символическим изображением солнца и короны и надписью англ. «Imperial British East Africa Company» («Имперская британская восточноафриканская компания»), все марки были с номиналами в аннах и рупиях.
Нехватка почтовых марок некоторых номиналов в период с 1891 по 1895 год привела к изготовлению различных надпечаток нового номинала.

## Британская администрация
9 июля 1895 года на почтовых марках Имперской британской восточноафриканской компании была сделана надпечатка текста англ. «British East Africa» («Британская восточная Африка»), а также были выполнены аналогичные надпечатки на почтовых марках Индии. В это время протекторат присоединился к Всемирному почтовому союзу.
В 1896 году была выпущена серия почтовых марок с изображением королевы Виктории с надписью англ. «British East Africa» («Британская восточная Африка»). В 1897 году они закончились, и на почтовых марках Занзибара была сделана надпечатка, как раньше на почтовых марках Индии. Ряд дополнительных почтовых отделений был открыт вдоль Угандийской железной дороги, строительство которой было начато в 1896 году в Момбасе и которая достигла Кисуму на озере Виктория в 1902 году.
В 1901 году почтовая администрация была объединена с почтовой администрацией Уганды, а в 1904 году в обращение поступили почтовые марки, выпущенные для объединенных протекторатов Восточной Африки и Уганды.

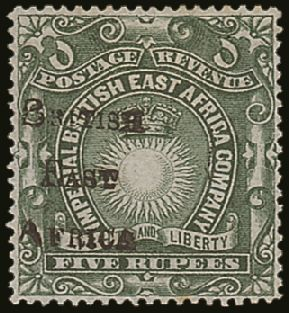
Надпечатка на почтовой марке «Имперской британской восточноевропейской компании», 1895 г.
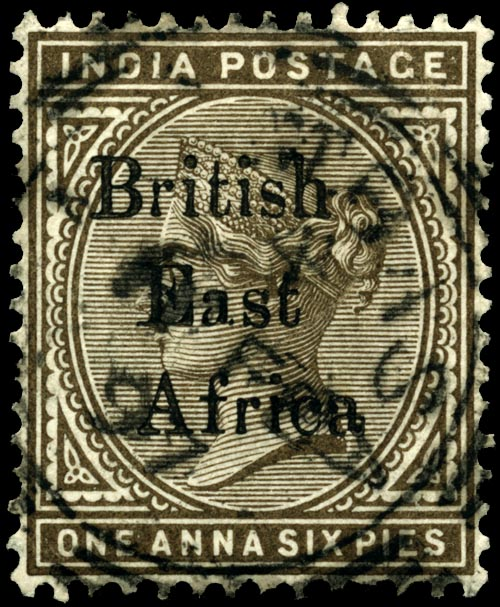
Надпечатка на почтовой марке Индии, 1895 г.
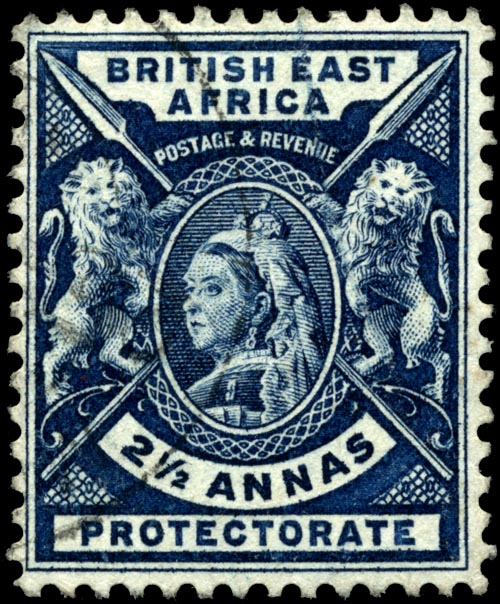
Почтовая марка номиналом 2½ анны, 1896 г.
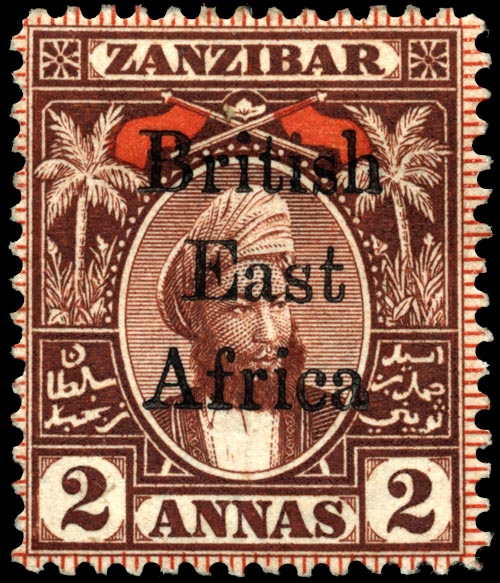
Надпечатка на почтовой марке Занзибара, 1897 г.

## Цельные вещи

### Администрация «Имперской британской восточноафриканской компании»
На всех цельных вещах была надпись англ. «Imperial British East Africa Company» («Имперская британская восточноафриканская компания»).
В 1891 году были выпущены заказные конверты двух разных размеров, изготовленные типографией «Брэдбери, Уилкинсон и Ко.» (Bradbury, Wilkinson & Co). В 1893 году были эмитированы маркированные конверты номиналом 2½ анны трех разных размеров. Две почтовые карточки вышли в 1893 году номиналом ½ анна и 1 анна.

### Британская администрация
В 1895 году на одном из размеров конвертов «Имперской британской восточноевропейской компании» была сделана надпечатка англ. «British East Africa» («Британская восточная Африка»). В 1896 году были изготовлены два разных конверта путем надпечатки на конвертах из Индии надписи «Британская Восточная Африка»: 2½ анны на конверте 4½ анны и 2 анны 6 пайса. Также в 1896 году в типографии De La Rue были напечатаны конверты номиналом 2½ анны с надписью англ. «British East Africa Protectorate» («Протекторат Британская Восточная Африка».
В 1895 году на заказных конвертах «Имперской британской восточноафриканской компании» была сделана надпечатка «British East Africa» («Британская восточная Африка»). За ними последовали заказные конверты номиналом 2 анны двух разных размеров из Индии с надпечаткой «Британская Восточная Африка». Наконец, вышли заказные конверты двух размеров, напечатанные типографией De la Rue.
В 1896 году было выпущено четыре разных бандероли. Две из них были изготовлены путем надпечатки на индийских бандеролях номиналом ½ анна и 1 анна текста «Британская Восточная Африка», а ещё две бандероли, номиналом ½ анна и 1 анна, были напечатаны типографией De la Rue.
Всего было выпущено восемь различных почтовых карточек номиналом ½ анны или 1 анна. Две из них были изготовлены посредством надпечатки почтовых карточек «Имперской британской восточноафриканской компании», две — посредством надпечатки индийских почтовых карточек, а остальные были напечатаны De la Rue.